# Ituglanis metae
Ituglanis metae är en fiskart som först beskrevs av Eigenmann, 1917.  Ituglanis metae ingår i släktet Ituglanis och familjen Trichomycteridae. Inga underarter finns listade i Catalogue of Life.